# Saturn L-Serie
Die Saturn L-Series ist eine Pkw-Modellreihe des amerikanischen Herstellers Saturn Corporation, das von Frühjahr 1999 bis Mitte 2004 hergestellt wurde. 

## Geschichte
Die L-Serie basierte auf dem Opel Vectra B. Die Karosserie und der Innenraum wurden den Bedürfnissen der amerikanischen Kundschaft angepasst. Die Verwandtschaft der viertürigen Limousine LS und des fünftürigen Kombis SW zum Vectra B ist vor allem an der seitlichen Fensterlinie zu erkennen. Das Heckdesign des Kombis erinnert stark an eine Mischung aus Vectra B Caravan und Astra G Caravan.
Nach bescheidenem Verkaufserfolg und Namenstreitigkeiten um das Kürzel LS mit Ford America (vertreibt den Lincoln LS) und Toyota (vertreibt den Lexus LS) wurde die Modellreihe ab Modelljahr 2001 in L-Series umgetauft. Die Limousinen wurden nun als L100, L200 und L300 angeboten, die Kombis hießen fortan LW200 und LW300.

### Modellpflege
Nach einer Überarbeitung im Herbst 2002 wurde die Modellbezeichnung beim Kombi parallel zur Limousine auf L200 und L300 gekürzt. Die Variante L100 wurde ersatzlos gestrichen. Die überarbeitete L-Serie ist an dem modifizierten Frontdesign (schräg geschnittene größere Scheinwerfer, trapezförmiger Gitterkühlergrill mit integrierten Saturn-Logo, neue Stoßstange) und Heckdesign (einfarbig rote Heckleuchten, geänderte Stoßstange) erkennbar.
Um die Produktion zu vereinfachen, wurden zum Modelljahr 2005 alle Extras bis auf das elektrische Schiebedach aus dem Programm entfernt. Das Augenmerk wurde auf die Linie L300 (Limousine und Kombi) fokussiert, die L200 wurden bereits mit Modelljahr 2004 aus dem Programm genommen. 

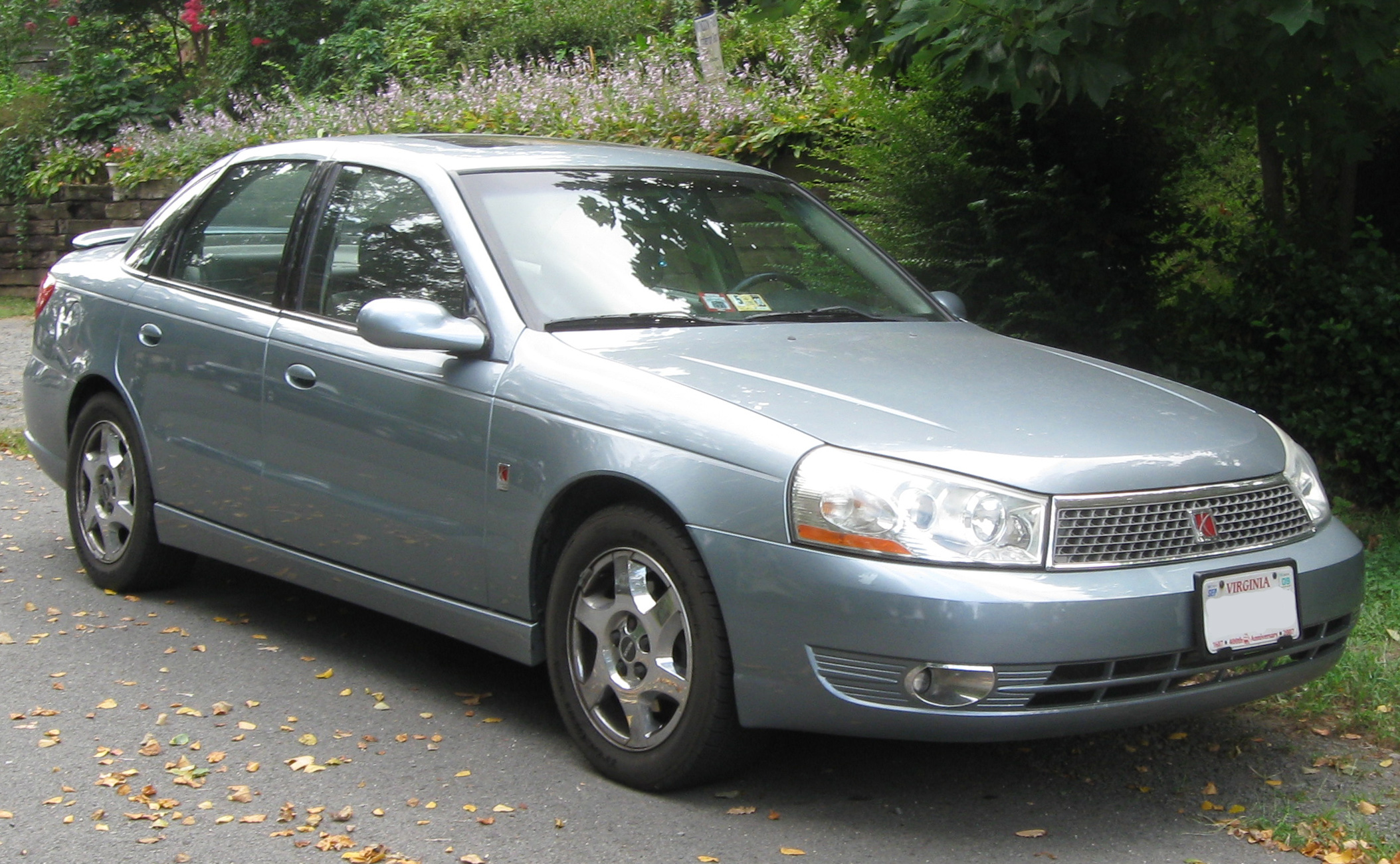
Saturn L300 (2002–2004)
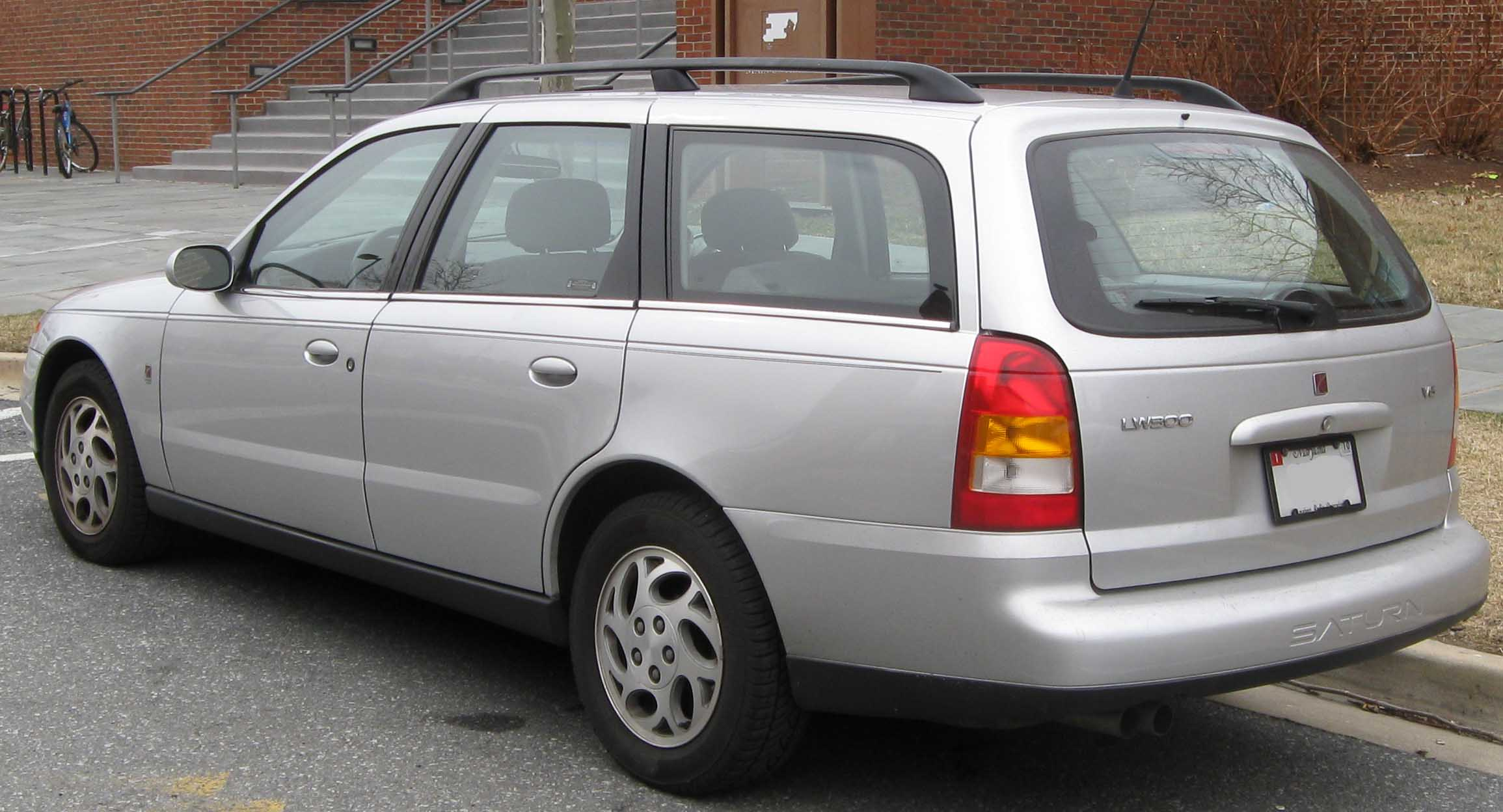
Saturn LW300 (2002–2004)

Nach einer Bauzeit von fünf Jahren und 406.300 gebauten Fahrzeugen lief im Juni 2004 der letzte Saturn L-Series vom Band.
Das Nachfolgemodell heißt Saturn Aura und basiert auf dem Opel Vectra C.